# 台灣校園服儀改革
台灣從解除戒嚴後開始，高級中等學校的服裝儀容規範日漸鬆綁。2005年，中華民國教育部函釋全國高中職「不得在校規中規範學生髮式」，明文禁止髮禁。髮禁解除後，社會掀起一波對其他服裝儀容規範的公共討論，諸如首飾、鞋襪禁、冬季服儀規定等。

## 背景
在台灣，學生最早被要求穿著統一制服是發生在日治時期。1919年、1922年台灣總督府頒發教育令要求每一位學生穿著西式制服；1936年中日戰爭前夕，進一步規範統一顏色；二戰期間，總督府全面規範制服的材質、版型、配件尺寸等，但因戰爭時局混亂而並未全面落實。1946年底，台灣省行政長官公署依據《服制條例》在台頒發《台灣省中小學生制服規則》，但仍因社會動盪並未有效推行，是在1951年軍訓課程推動後才成功落實，要求學生著卡其色軍訓服、軍訓帽，男生剃光頭、女生留齊耳短髮。1964年，台灣省教育廳規定全省高中制服顏色統一，男生穿黑短襪、女生穿白短襪，以及天冷時限穿的外套顏色等。1969年、1978年，教育部則發布行政命令明確規範男生可蓄平頭、女生髮長不超過髮根，不可染燙。1987年，社會要求開放的壓力提升，教育部宣佈解除「中學生髮式規定」，但並未明文表示「廢除髮禁」，以致髮禁在各學校仍實質施行。戒嚴時期，不僅要求學生在校服裝儀容的統一，也規範學生在校外、假日仍須穿著整齊制服以供辨識，嚴禁進出娛樂場所。

## 過程
1989年，教育部廢止取締學生蓄長髮的規定，以及服裝儀容檢查的強制定期舉辦。1997年，教育部發布《教師輔導與管教學生辦法》，令各校依照程序自訂校規，並要求學校設「獎懲委員會」及「申訴評議委員會」。2004年，教育部施行《性別平等教育法》，推動性別平等教育、敦促教育機構消弭差別待遇，防止性騷擾及性別歧視，營造友善校園環境，成為後續服儀規定鬆綁的一大依據。2007年教育部又發布《學校實施教師輔導與管教學生辦法須知》，強調校規需經校務會議程序通過後實施，禁止體罰、提倡正向教育。
2005年，發生兩起與服裝儀容規範有關，最早的抗議事件。由高中生組成的「反髮禁自治協會」走上台北街頭，訴求落實取消髮禁。  同年，金甌女中傳出因女學生頭髮過短，疑為同性戀者而遭校方體罰，引發性別、教育、人權團體關注並召開記者會批評。 在社會氛圍漸趨開放，來自學生、家長與民間團體的壓力增強下，當年教育部即明令解除髮禁，函釋全國高中職：「各校不得在校規中規範學生髮式」。。
2006年，北一女中班聯會於校內循正式校務管道爭取，取消校內「統一換季」規範。原先校規規範夏季只可著制服短裙、冬季著長褲，鬆綁後學生四季可自由選擇短裙或長褲，但短褲仍限體育課時才能穿著。 2010年，台南女中千名學生於升旗典禮上發起「脫褲行動」，將外著長褲脫下露出體育短褲，抗議校方對於運動服、制服的嚴格管制，爭取在非體育課時間也能自由穿著短褲。此事件引發高度社會關注，甚至有委員在立法院提出質詢。校方在事發後召開會議並宣布：學生日後在校園內可自由混搭短褲，校外不可；重要集會以及進出校門時仍必須著整齊制服。 2015年，台中女中十多名學生於升旗典禮發起「脫裙行動」，露出內著的體育短褲，喊出：「男女平權、短褲無罪」等口號，訴求穿著短褲進出校門。 同年，彰化女中也在校內發起連署爭取放寬服儀規定，這兩起事件皆未獲成果。 2016年初，北一女中學生成立組織「北一短褲自由陣線」，透過撰寫論述、網路討論、拍攝宣傳片、校內外宣講等方式，倡議開放自由穿著運動短褲。她們也參與2016年的「總統與高中生論壇」，席上向總統詢問對於開放短褲的議題立場，獲總統明言表示：「支持妳。」除此之外，高雄女中學生於2010年在網路上發起反對襪禁連署，雖引起社會關注但仍不了了之，直到2013年由班聯會循正式校務管道放寬襪子顏色的規定。

## 後續
《性別平等教育法》施行以來，校園對於不同性別氣質、性傾向的瞭解越來越全面，因此在服儀解禁後也有不少以男學生為主體的改變。2019年，板橋高中舉辦「男裙週」活動，　和美高中亦開放男學生亦可自由選擇裙裝或褲裝，建國中學則開放著便服上學。。